# Sindicat dels Treballadors Corsos
Sindicat de Treballadors Corsos (en cors Sindicatu di i travagliadori corsi, STC) és un sindicat creat a Còrsega l'1 de maig de 1984, inscrit dins el nacionalisme cors.
Va aparèixer en un moment de diversificació del moviment nacionalista, i durant molts anys el STC estigué totalment integrat dins el moviment independentista cors. El juny de 1985 va celebrar el seu primer congrés, i el juliol de 1988 el segon, alhora que llançà el seu òrgan Avvene - Liberazione suciale. El 1991, però, canvià d'estratègia, guanyà autonomia i amplià el seu terreny social dins el sector públic i les petites empreses, captant treballadors decebuts per les grans centrals sindicals.
A les eleccions sindicals de 2002 va obtenir el 35% dels vots, desplaçant al segon lloc la CGT, que va obtenir-ne el 33%. Compta amb 5.000 afiliats, i es considera el sindicat més implantat a Còrsega. Reclama el reconeixement oficial del cors, refusa condemnar la violència i reclama reservar per llei llocs de feina per a treballadors corsos, tot i rebutjar qualsevol connotació etnicista. Part de les seves aspiracions foren assolides el setembre de 2004 amb un acord amb el SNMC, per tal de reequilibrar les noves contractacions a favor dels insulars.